# Rob Britton
Robert Britton (Regina, 22 de septiembre de 1984), conocido como Rob Britton, es un ciclista canadiense que fue profesional entre 2010 y 2021.

## Palmarés
2015
- Tour de Gila

2017
- 1 etapa del Tour de Beauce
- 3.º en el Campeonato de Canadá Contrarreloj
- Tour de Utah, más 1 etapa

2018
- Tour de Gila[2]
- 2.º en el Campeonato de Canadá Contrarreloj

2019
- Campeonato de Canadá Contrarreloj

## Resultados en Campeonatos del Mundo
| Carrera         | Carrera         | 2010 | 2011 | 2012 | 2013 | 2014 | 2015 | 2016 | 2017 | 2018 | 2019 | 2020 | 2021 |
| --------------- | --------------- | ---- | ---- | ---- | ---- | ---- | ---- | ---- | ---- | ---- | ---- | ---- | ---- |
| Mundial en Ruta | Mundial en Ruta | —    | —    | —    | —    | —    | —    | —    | —    | 76.º | —    | —    | —    |

—: no participa

Ab.: abandono